# Phyllodactylus muralis
Phyllodactylus muralis este o specie de șopârle din genul Phyllodactylus, familia Gekkonidae, descrisă de Taylor 1940. A fost clasificată de IUCN ca specie cu risc scăzut.

## Subspecii
Această specie cuprinde următoarele subspecii:
- P. m. isthmus
- P. m. muralis